# 夏巴尼 (大猩猩)
夏巴尼（日语：シャバーニ，1996年10月20日—）是飼養於日本愛知縣名古屋市千種區的東山動植物園的一隻雄性西部低地大猩猩。他因在媒體中被稱為「帥哥猩猩」（日语：イケメンゴリラ）而聞名。

## 經歷

### 出生
1996年10月20日，夏巴尼於荷蘭的阿本休靈長類公園出生，父親為基巴布（Kibabu），母親為莫維拉（Mouila），是他們五個孩子中的第三個。同年12月6日全家遷至澳洲的塔龍加動物園。
2007年6月27日，11歲的夏巴尼為了繁殖計劃與大他三歲的兄長浩克（Haoko）一起前往日本。浩克前往上野動物園，夏巴尼則來到東山動植物園。
2018年6月，隨著「非洲之森」區域建造完成，夏巴尼從靈長類舍搬遷至新的猩猩舍。

## 外部連結
- 東山動植物園 （页面存档备份，存于）（日語）